# ジオデジック
Geodezik（ジオデジック）は下城貴博のソロプロジェクト名。エレクトロニカのアーティスト。
1998年、audio activeに見出され彼ら初のプロデュース・アーティストとしてBeat Recordsよりデビュー。1st「Low Bit Life」、1999年に2nd「MAN IN ERROR」をリリース。エレクトロニカ黎明期より活動。
1998年、FUJI ROCK(セカンドステージ)への出演、資生堂「UNO」CMタイアップ・シリーズ化(1998年～2003年),NIKEのCMに楽曲提供、篠原ともえへの楽曲提供を手がける。
過去の共演アーティストはAphex Twin、DMX Krew、Kid 606、Meat Beat Manifesto等。
2001年、ポリスターの傘下レーベル"POPLOT"より3rdアルバム「TWINKLE」をリリース。2005年には自身のレーベルであるベーシックスより4thアルバム「Plaktron」をリリースする他，発掘した海外の音源をもリリースするなど活動の場を広げ続けている。

## ディスコグラフィー
- Low Bit Life （1998年）
- MAN IN ERROR（1999年）
- TWINKLE（2001年）
- Plaktron（2005年）